# Džafar Nimeiry

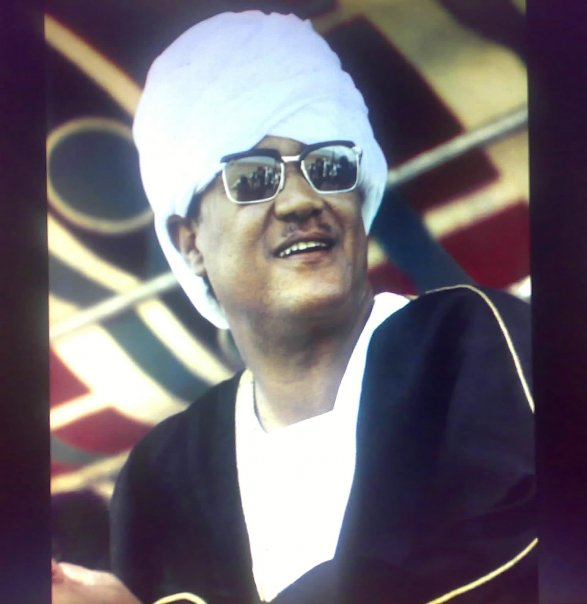
Džafar Nimeiry

Džafar Muhammad an-Nimeiry (1. ledna 1930 – 30. května 2009) byl súdánský politik, prezident Súdánu v letech 1969–1985.
K moci se dostal vojenským převratem roku 1969, uprostřed vleklé občanské války. Se svou stranou Súdánský socialistický svaz, po většinu jeho vlády jedinou povolenou stranou, začínal u socialismu (znárodnění bank, průmyslu, pozemková reforma) a panarabismu. V 70. letech se však přiklonil k islamismu a roku 1983 zavedl v celém Súdánu islamské právo šaría. To vyvolalo druhou súdánskou občanskou válku, neboť jih země byl křesťanský či v něm přežívala ještě původní přírodní náboženství. Roku 1985 byl Nimeiry svržen vojenským převratem Abdela Rahmana Swar al-Dahaba a uprchl do Egypta. Vrátil se roku 1999 a následně neúspěšně kandidoval na súdánského prezidenta proti Umaru al-Bašírovi (získal 9,6 procent hlasů).